# Spaniens Grand Prix 1997
Spaniens Grand Prix 1997 var det sjätte av 17 lopp ingående i formel 1-VM 1997.

## Resultat
1. Jacques Villeneuve, Williams-Renault, 10 poäng
2. Olivier Panis, Prost-Mugen Honda, 6
3. Jean Alesi, Benetton-Renault, 4
4. Michael Schumacher, Ferrari, 3
5. Johnny Herbert, Sauber-Petronas, 2
6. David Coulthard, McLaren-Mercedes, 1
7. Mika Häkkinen, McLaren-Mercedes
8. Heinz-Harald Frentzen, Williams-Renault
9. Giancarlo Fisichella, Jordan-Peugeot
10. Gerhard Berger, Benetton-Renault
11. Jos Verstappen, Tyrrell-Ford
12. Eddie Irvine, Ferrari
13. Jan Magnussen, Stewart-Ford
14. Gianni Morbidelli, Sauber-Petronas
15. Jarno Trulli, Minardi-Hart

### Förare som bröt loppet
- Pedro Diniz, Arrows-Yamaha (varv 53, motor)
- Ralf Schumacher, Jordan-Peugeot (50, motor)
- Rubens Barrichello, Stewart-Ford (37, motor)
- Mika Salo, Tyrrell-Ford (35, punktering)
- Shinji Nakano, Prost-Mugen Honda (34, växellåda)
- Damon Hill, Arrows-Yamaha (17, motor)
- Ukyo Katayama, Minardi-Hart (11, växellåda)